# 索莫沙伊
索莫沙伊（匈牙利語：Szamossályi）是匈牙利索博尔奇-索特马尔-拜赖格州所辖的一个村。总面积11.57平方公里，总人口670，人口密度57.9人/平方公里（2011年1月1日）。